# Kalapää träsk
Kalapää träsk este o arie protejată (arie de protecție specială avifaunistică — SPA) din Finlanda întinsă pe o suprafață de 102 ha, integral pe uscat.

## Localizare
Centrul sitului Kalapää träsk este situat la coordonatele 63°10′18″N 22°23′47″E / 63.1717°N 22.3964°E.

## Înființare
Situl Kalapää träsk a fost declarat arie de protecție specială avifaunistică în august 1998 pentru a proteja 19 specii de animale.

## Biodiversitate
Situată în ecoregiunea boreală, aria protejată nu include niciun habitat protejat.
La baza desemnării sitului se află mai multe specii protejate de  păsări (19): minunița (Aegolius funereus), rață-cu-cap-castaniu (Aythya ferina), rața moțată (Aythya fuligula), cocoșul de mesteacăn (Bonasa bonasia), erete de stuf (Circus aeruginosus), lebădă de iarnă (Cygnus cygnus), Emberiza rustica, șoimul rândunelelor (Falco subbuteo), cufundar mic (Gavia stellata), cocor (Grus grus), Hydrocoloeus minutus, pescăruș râzător (Larus ridibundus), Mergellus albellus, codobatura galbenă (Motacilla flava), vultur pescar (Pandion haliaetus), corcodel-urechiat (Podiceps auritus), corcodel-cu-gât-roșu (Podiceps grisegena), chiră de baltă (Sterna hirundo), fluierar de mlaștină (Tringa glareola).
Pe lângă speciile protejate, pe teritoriul sitului au mai fost identificate 12 specii de păsări.